# Салье, Беата
Беата Салье (нем. Beate Salje; род. 1948, Люнен) — немецкий археолог, специалист по Передней Азии. В 1998—2014 годах занимала должность директора Музея Передней Азии в Берлине.

## Биография
Беата Салье работала библиотекарем, затем училась в Свободном университете Берлина. Ещё в студенческие годы она участвовала в подготовке двух крупных специальных выставок в Музее ранней истории. В 1989 году защитила докторскую диссертацию по глиптике. По окончании учёбы работала референтом в восточном отделе Германского археологического института, в этой должности принимала участие в раскопках, организованных Переднеазиатским музеем в Уруке.
1 февраля 1998 года Салье стала преемницей Эвелин Кленгель-Брандт на посту директора Музея Передней Азии. На это должности организовала несколько крупных выставок. В конце 2014 года вышла на пенсию, её преемником стал советник Фонда прусского культурного наследия, востоковед Маркус Хильгерт.

## Труды
- Der «common style» der Mitanni-Glyptik und die Glyptik der Levante und Zyperns in der späten Bronzezeit, Zabern, Mainz 1990. (Baghdader Forschungen, Band 11) ISBN 3-8053-1219-9
- Uruk. Die Gräber, Zabern, Mainz 1995. (Ausgrabungen in Uruk-Warka, Band 10) ISBN 3-8053-1590-2
- Kamid el-Loz. Die Glyptik, Habelt, Bonn 1996. (Kamid el-Loz, Band 15) ISBN 3-7749-2766-9
- (Hrsg.): Vorderasiatische Museen. Gestern, heute, morgen. Berlin, Paris, London, New York. Eine Standortbestimmung, von Zabern, Mainz 2001 ISBN 3-8053-2778-1
- 10000 Jahre Kunst und Kultur aus Jordanien. Gesichter des Orients, Kunst- und Ausstellungshalle der Bundesrepublik Deutschland/Vorderasiatisches Museum Berlin, Bonn/Berlin 2004 ISBN 3-8053-3454-0